# Tobi Amusan
Oluwatobiloba Ayomide (Tobi) Amusan (Ijebu Ode, 23 april 1997) is een Nigeriaanse atlete. Ze doet aan sprinten en hordelopen, maar is voornamelijk gespecialiseerd in de 100 m horden.   Ze werd de eerste Nigeriaanse wereldkampioene in een atletiekevenement, toen ze op de wereldkampioenschappen van 2022 de 100 m horden won. Ze vestigde daarbij een wereldrecord van 12,12 s in de halve finale, gevolgd door een nog snellere winnende tijd van 12,06 in de finale, die vanwege te veel rugwind niet als wereldrecord kon worden erkend. Ze was de winnares van de 100 m horden op de Gemenebestspelen van 2018, is de huidige Afrikaanse kampioene op dit onderdeel en won opeenvolgend goud op de Afrikaanse atletiekkampioenschappen van 2018 en 2022. Ze is ook tweevoudig kampioene van de Afrikaanse Spelen op de 100 m horden.   Ze won in 2021 de Diamond League Trophy in Zürich op de 100 m horden en was de eerste Nigeriaanse die dit deed. Ze brak ook het toenmalige Afrikaanse record van Glory Alozie.

## Carrière

### Beginjaren en onderwijs
Amusan is de jongste van drie kinderen, van wie beide ouders schoolleraren zijn. Tobi, zoals ze liefkozend wordt genoemd, volgde haar middelbare schoolopleiding aan de Our Lady of Apostles Secondary School in Ijebu Ode.
Van jongs af aan was Amusan een bekwaam atlete. Ze won in 2013 de zilveren medaille op de Afrikaanse jeugdkampioenschappen in Warri.  Ze won vervolgens goud op de 100 m horden op de Afrikaanse jeugdkampioenschappen in 2015 in Addis Abeba. In 2015, toen ze als achttienjarige haar debuut maakte op de All-Africa Games, won ze ook daar de gouden medaille op de 100 m horden.

### 2016
In 2016, als eerstejaarsstudent aan de Universiteit van Texas in El Paso (UTEP), werd Amusan de tweede atlete van de universiteit die werd uitgeroepen tot C-USA Female Track-atleet van het jaar (sinds UTEP zich bij C-USA aansloot). Ze won goud op zowel de 100 m horden als de 200 m. Ze won ook zilver bij het verspringen op de C-USA Kampioenschappen. Amusan doorbrak voor het eerst de 13 seconden-barrière op de horden met een tijd van 12,83 op de El Paso UTEP Invitational. Dit overschaduwde het 100 m horden UTEP-record van Kim Turner, dat 33 jaar stand had gehouden.  Ze werd dat jaar vervolgens tweede bij de 100 m horden op de NCAA-baankampioenschappen. Ze liep 12,79 en eindigde achter Kentucky's Jasmine Camacho-Quinn. Amusan nam ook deel aan de wereldkampioenschappen voor junioren (U20) in Bydgoszcz. Ondanks het feit dat ze haar op één na snelste tijd ooit liep, eindigde ze als vijfde in de finale. Ze vertegenwoordigde Nigeria op de Olympische Spelen van Rio en bereikte de halve finale van de 100 m horden.

### 2017
In haar eerste outdoor race van 2017 liep Amusan een toenmalig persoonlijk en UTEP-record van 12,63 op de 100 m horden. Ze werd de C-USA-kampioene op de 100 m horden en ook tweede op de 200 m. Bij de NCAA-baankampioenschappen won Amusan de titel voor Camacho-Quinn, de kampioene van het jaar ervoor. Dit deed ze in een persoonlijke recordtijd van 12,57. Ze vertegenwoordigde ook Nigeria op de wereldkampioenschappen in Londen later in dat jaar.

### 2018
Aan het begin van het seizoen van 2018 liep Amusan een persoonlijk record van 7,89 seconden op de 60 m horden. Ze vertegenwoordigde haar land daarna op de wereldindoorkampioenschappen in Birmingham en bereikte de finale van de 60 m horden.
Op de Gemenebestspelen in Gold Coast, Australië, leek Danielle Williams (wereldkampioene van 2015) de favoriete op de 100 m horden in afwezigheid van Sally Pearson. In de finale verraste Amusan echter al haar concurrentes en won de race met een meter voorsprong op Williams.  Ze won ook een bronzen medaille op de 4 × 100 m estafette met haar teamgenotes Joy Udo-Gabriel, Blessing Okagbare en Rosemary Chukwuma. Later in dat jaar veroverde ze haar eerste titel bij de Afrikaanse kampioenschappen op de 100 m horden in Asaba. Ze behaalde ook een gouden medaille op de 4 × 100 m estafette op deze kampioenschappen.

### 2019
Op 5 oktober 2019, tijdens de WK in Doha, Qatar, liep ze een persoonlijk record van 12,48 tijdens de kwalificatierondes van de 100 m horden. De volgende dag evenaarde ze in de halve finale dit persoonlijk record, voordat ze een paar uur later in de finale als vierde eindigde met 12,49.

### 2021
Na in 2020 vanwege de wereldwijde coronapandemie niet aan wedstrijden van enige importantie te hebben kunnen deelnemen, eindigde Amusan in 2021 als vierde op de 100 m horden op de uitgestelde Olympische Spelen van Tokio met een tijd van 12,60. Ze nam later deel aan het Diamond League-evenement in Zürich, waar ze de 100 m horden won in 12,42 en werd de eerste Nigeriaanse die een Diamond League-trofee won (sinds de naamsverandering van Golden league naar Diamond league).

### 2022
Amusan opende in 2022 haar seizoen door het Diamond League-evenement Meeting de Paris te winnen, waar ze het Afrikaans record met een honderdste seconde verbeterde tot 12,41. Vervolgens won ze goud op dit onderdeel op de Afrikaanse kampioenschappen in Mauritius; ze prolongeerde haar titel met een tijd van 12,57. Ze nam ook deel aan de 4 × 100 m estafette en won hierbij haar tweede gouden medaille van het toernooi. Direct hierna keerde zij terug naar Europa om eind juni deel te nemen aan de Stockholm Bauhaus Athletics, een Diamond League-meeting. Hier eindigde zij als tweede met een tijd van 12,50 achter olympisch kampioene Jasmine Camacho-Quinn, die de 100 m horden won in 12,46.
Daarna was het volgende reisdoel de Verenigde Staten om deel te nemen aan de WK in Eugene. Amusan was daar een van de kandidates voor een medaille op de 100 m horden. Reeds in de series gaf zij blijk van haar ambities door haar eigen Afrikaanse record met opnieuw een honderdste seconde te verbeteren tot 12,40. In de halve finale verraste zij vervolgens alles en iedereen met een sensationele verbetering van het wereldrecord van Kendra Harrison uit 2016 van 12,20 tot 12,12. In de finale deed zij er zelfs nog een schepje bovenop en liet zij 12,06 noteren, maar dit met een meewind van 2,5 m/s, dus geen geldig wereldrecord. Het was veruit de beste prestatie van haar atletiekloopbaan. Bovendien werd zij hiermee de eerste Nigeriaanse die een wereldtitel bemachtigde.

## Titels
- Wereldkampioene 100 m horden – 2022
- Afrikaanse Spelen kampioene 100 m horden – 2015, 2019
- Afrikaans kampioene 100 m horden – 2022
- Afrikaans kampioene 4 x 100 m – 2022
- Gemenebestkampioene 100 m horden – 2018, 2022
- Gemenebestkampioene 4 x 100 m – 2018, 2022
- NCAA-kampioene 100 m horden - 2017
- Nigeriaans kampioene 100 m horden – 2021, 2022
- Nigeriaans kampioene 4 x 100 m - 2022
- Afrikaans kampioene U20 100 m horden - 2015

## Persoonlijke records
Outdoor
| Onderdeel    | Prestatie  | Wind (m/s) | Datum         | Plaats      |
| ------------ | ---------- | ---------- | ------------- | ----------- |
| 100 m        | 11,10      | +1,6       | 15 april 2023 | Gainesville |
| 200 m        | 22,66      | -1,1       | 21 april 2022 | Albuquerque |
| 100 m horden | 12,12 (WR) | +0,9       | 24 juli 2022  | Eugene      |
| verspringen  | 6,07       | +1,7       | 23 april 2016 | Berkeley    |

Indoor
| Onderdeel   | Prestatie | Datum            | Plaats      |
| ----------- | --------- | ---------------- | ----------- |
| 60 m        | 7,41      | 2 februari 2019  | Albuquerque |
| 200 m       | 23,35     | 19 februari 2017 | Birmingham  |
| 60 m horden | 7,75 (AR) | 4 februari 2024  | Boston      |
| verspringen | 6,15      | 3 februari 2017  | Albuquerque |

## Internationale wedstrijden
| Jaar | Competitie              | Plaats                          | Resultaat | Onderdeel           | Notities       |
| ---- | ----------------------- | ------------------------------- | --------- | ------------------- | -------------- |
| 2013 | Afrikaanse kamp. U20    | Warri, Nigeria                  | Zilver    | 200 m               | 24,45 s        |
| 2013 | Afrikaanse kamp. U20    | Warri, Nigeria                  | Brons     | verspringen         | 5,52 m         |
| 2014 | WK U20                  | Eugene, Verenigde Staten        | —         | 100 m horden        | DNS            |
| 2014 | Afrikaanse Jeugd Spelen | Gaborone, Botswana              | Zilver    | 100 m horden        | 13,92 s        |
| 2015 | Afrikaanse kamp. U20    | Addis Abeba, Ethiopië           | Goud      | 100 m horden        | 14,26 s        |
| 2015 | Afrikaanse Spelen       | Brazzaville, Congo-Brazzaville  | Goud      | 100 m horden        | 13,15 s        |
| 2016 | WK U20                  | Bydgoszcz, Polen                | 5de       | 100 m horden        | 12,95 s        |
| 2016 | OS                      | Rio de Janeiro, Brazilië        | 11de      | 100 m horden        | 12,91 s        |
| 2017 | WK                      | Londen, Verenigd Koninkrijk     | 14de      | 100 m horden        | 13,04 s        |
| 2018 | WK indoor               | Birmingham, Verenigd Koninkrijk | 7de       | 60 m horden         | 8,05 s         |
| 2018 | Gemenebestspelen        | Gold Coast, Australië           | Goud      | 100 m horden        | 12,68 s        |
| 2018 | Gemenebestspelen        | Gold Coast, Australië           | Brons     | 4 × 100 m estafette | 42,75 s        |
| 2018 | Afrikaanse kamp.        | Asaba, Nigeria                  | Goud      | 100 m horden        | 12,86 s        |
| 2018 | Afrikaanse kamp.        | Asaba, Nigeria                  | Goud      | 4 × 100 m estafette | 43,77 s        |
| 2018 | Continental Cup         | Ostrava,Tsjechië                | 5de       | 100 m horden        | 12,96 s        |
| 2018 | Continental Cup         | Ostrava,Tsjechië                | —         | 4 × 100 m estafette | DQ 163.3 s (a) |
| 2019 | Afrikaanse Spelen       | Rabat, Marokko                  | Goud      | 100 m horden        | 12,68 s        |
| 2019 | WK                      | Doha, Qatar                     | 4de       | 100 m horden        | 12,49 s        |
| 2021 | OS                      | Tokio, Japan                    | 4de       | 100 m horden        | 12,60 s        |
| 2021 | OS                      | Tokio, Japan                    | 12de      | 4 × 100 m estafette | 43,25 s        |
| 2022 | Afrikaanse kamp.        | Port Louis, Mauritius           | Goud      | 100 m horden        | 12,57 s (w)    |
| 2022 | Afrikaanse kamp.        | Port Louis, Mauritius           | Goud      | 4 × 100 m estafette | 44,45 s        |
| 2022 | WK                      | Eugene, Verenigde Staten        | Goud      | 100 m horden        | 12,06 s (w)    |
| 2022 | Gemenebestspelen        | Birmingham, Verenigd Koninkrijk | Goud      | 100 m horden        | 12,30 s        |
| 2022 | Gemenebestspelen        | Birmingham, Verenigd Koninkrijk | Goud      | 4 × 100 m estafette | 42,10 s        |

1983: Bettine Jahn ·
1987: Ginka Zagorcheva ·
1991: Ludmila Narozhilenko ·
1993: Gail Devers ·
1995: Gail Devers ·
1997: Ludmila Engquist ·
1999: Gail Devers ·
2001: Anjanette Kirkland ·
2003: Perdita Felicien ·
2005: Michelle Perry ·
2007: Michelle Perry ·
2009: Brigitte Foster-Hylton ·
2011: Sally Pearson ·
2013: Brianna Rollins ·
2015: Danielle Williams ·
2017: Sally Pearson ·
2019: Nia Ali ·
2022: Tobi Amusan ·
2023: Danielle Williams